# 沂蒙山反铁壁大“扫荡”
沂蒙山反铁壁大“扫荡”，是中国抗日战争中中日双方发生的战役。《中国人民解放军全史》载：群众被害和被抓走1.4万余人，被抢走粮食160余万斤。